# Franz Thedieck (Politiker)

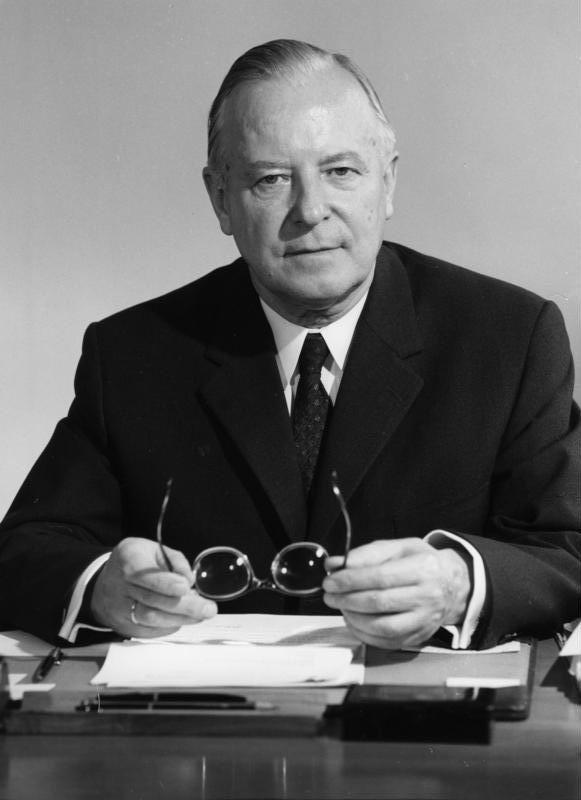
Franz Thedieck als Staatssekretär im Ministerium für gesamtdeutsche Fragen, 1960

Franz Josef Bernhard Thedieck (* 26. September 1900 in Hagen; † 20. November 1995 in Bonn) war ein deutscher Politiker (CDU), unter anderem Staatssekretär, und Intendant des Deutschlandfunks.

## Leben und Familie
Franz Thedieck wurde in Westfalen geboren. Seine Eltern waren der Jurist, Geheime Justizrat und Landgerichtsdirektor Josef Thedieck und dessen Frau Johanna Thedieck geborene Hasse. Thedieck junior wuchs im Rheinland auf, da sein Vater von 1903 bis 1938 Landgerichtsdirektor in Köln war.
Franz Thedieck besuchte zunächst eine in der Nähe seines Elternhauses gelegene katholische Volksschule in oder bei Köln und später das Realgymnasium in Köln-Lindenthal.
Ab 1941 war er verheiratet mit Hilde Thedieck, geborene Bömer. Am  20. November 1995 starb er im Alter von 95 Jahren in Bonn.

## Berufliche Tätigkeit
Thedieck studierte Landwirtschaft, Volkswirtschaft und Rechtswissenschaft an den Universitäten von Bonn und Köln. Von 1923 bis 1930 war er im Innenministerium in Köln stellvertretender Leiter der Preußischen Abwehrstelle gegen den Separatismus im Rheinland. Von 1929 bis 1931 war er Hilfsarbeiter im Landratsamt Mülheim. In Köln lernte er während Aufständen rheinischer Separatisten (vgl. Rheinische Republik) Konrad Adenauer kennen und wurde dort 1931 Regierungsrat – und zwar als Beauftragter der preußischen Regierung für Eupen-Malmedy. Dabei war er im Rahmen der Volkstumsarbeit für die deutschen Vereine in Eupen-Malmedy, das seit dem Versailler Vertrag zu Belgien gehörte, zuständig.
In einem Dossier des Oberabschnitts West des Sicherheitsdienstes des Reichsführers SS (SD) über die verschiedenen Akteure der Infiltrationspolitik in Bezug auf die westlichen Nachbarländer heißt es über Thediecks Tätigkeit beim Volksbund für das Deutschtum im Ausland (VDA):

„VDA: Der Landesverband Rheinland unter Haake sowie vermutlich auch die Landesverbände Oldenburg und Hamburg arbeiten im Raume Luxemburg-Holland. Für diesen Raum ist zum Sonderbeauftragten des Verbands der Deutschen im Ausland seit etwa 1920 der oben […] erwähnte Regierungsrat [Franz] Thedieck in Köln, früher bei der Regierung in Aachen, [ernannt].“

Während des Zweiten Weltkriegs war Thedieck nach seiner auf Anordnung Himmlers erfolgten Entlassung von 1940 bis 1943 Oberkriegsverwaltungsrat und Generalreferent („Flamenreferent“) der Militärverwaltung Brüssel im Büro von Militärbefehlshaber von Falkenhausen in Belgien zur Zeit der Judenverfolgung:

„Im April 1943, als die Kinder und die Alten ergriffen wurden, richtete der Generalsekretär des belgischen Justizministeriums zwei Briefe an Oberkriegsverwaltungsrat Thedieck im Büro des Militärbefehlshabers, in denen er darauf hinwies, daß viele der Kinder nicht von ihren Eltern begleitet würden und alte Menschen, manche davon über achtzig, doch kaum zur Arbeit verwendungsfähig seien.“

Mit dieser Formulierung wurde die nationalsozialistische Legende, die Deportationen der jüdischen Bevölkerung erfolgten zum Zwecke von Arbeitseinsätzen, in Frage gestellt. Ab 1943 war er als Flakoffizier bei der Luftwaffe. Im April 1943 wurde er als Oberleutnant Sachbearbeiter bei IIa der 7. Flak-Division in Frankreich. Am 1. Juli 1944 wurde er zum Hauptmann d. R. befördert. Zu Kriegsende geriet er in amerikanische Kriegsgefangenschaft, aus der er im Oktober 1945 entlassen wurde.
Nach dem Zweiten Weltkrieg und seiner Rückkehr aus der amerikanischen Kriegsgefangenschaft arbeitete Thedieck (wie schon bis 1940) als Oberregierungsrat beim Regierungsbezirk Köln.
Von 1949 bis zu seinem Rücktritt 1964 war er beamteter Staatssekretär im Bundesministerium für gesamtdeutsche Fragen. Ab 1960 war er Beiratsvorsitzender der Deutschen Langwelle und von 1966 bis 1972 Intendant des Deutschlandfunks, dessen Verwaltungsrat er ab 1961 vorsaß. Ab 1964 war Vorsitzender der Konrad-Adenauer-Stiftung für politische Bildung und Studienförderung e. V. Als solcher trat er 1968 zurück. Er lebte in Bonn-Ippendorf.

## Parteimitgliedschaften
In der Weimarer Republik war Thedieck Mitglied der Zentrumspartei. 1945 beteiligte er sich an der Gründung der CDU.

## Auszeichnungen
- 1957: Großes Bundesverdienstkreuz mit Stern und Schulterband
- 1960: Lodgman-Plakette der Sudetendeutschen Landsmannschaft
- 1964: Ehrenplakette des Bundes der Vertriebenen
- 1973: Hans-Bredow-Medaille

## Publikationen
- Gespräche und Begegnungen mit Konrad Adenauer – Aus einem halben Jahrhundert deutscher Politik, in: Dieter Blumenwitz/Klaus Gotto/Hans Meier/Konrad Repgen/Hans-Peter Schwarz (Hg.), Konrad Adenauer und seine Zeit. Politik und Persönlichkeit des ersten Bundeskanzlers. [Band 1:] Beiträge von Weg- und Zeitgenossen, DVA: Stuttgart, 1976 (ISBN 3-421-01752-2), 326 - 339.

### Allgemein
- Walter Habel (Hrsg.): Wer ist wer? Das deutsche Who's who. 24. Ausgabe. Schmidt-Römhild, Lübeck 1985, ISBN 3-7950-2005-0, S. 1241.

### Insbesondere zu Thediecks Tätigkeit von 1923 bis 1943
- Ernst Klee: Das Personenlexikon zum Dritten Reich. Wer war was vor und nach 1945, S. Fischer: Frankfurt, 2003 (ISBN 978-3-596-16048-8) / aktualisierte Taschenbuchausgabe: Fischer: Frankfurt am Main, 2005; 5. Auflage: 2015, S. 621 (Eintrag zu Franz Thedieck).
- Carlo Lejeune: Die deutsch-belgischen Kulturbeziehungen 1925 – 1980 Böhlau, Köln 1992 ISBN 3-412-01092-8 (Thedieck: S. 112–212 passim).
- Martin R. Schärer: Deutsche Annexionspolitik im Westen. Die Wiedereingliederung Eupen-Malmedys im Zweiten Weltkrieg. (Reihe: Europäische Hochschulschriften R. 3, Geschichte und ihre Hilfswissenschaften Bd. 38), Lang: Bern / Frankfurt am Main / Las Vegas, 1. Aufl.: 1975. 2., verbesserte um eine Einleitung und ein Register vermehrte Auflage: 1978 (zu Thedieck auf Seite 32 und 108).
- Maurice de Wilde: België in de Tweede Wereldoorlog. Deel 3: De nieuwe orde. in: DBNL Digitale Bibliotheek voor de Nederlandse letteren. Uitgeverij Peckmans, Kapellen 1982 (darin Interview mit Th. vom 23. Dezember 1981) Inhaltsverzeichnis.

### Insbesondere zu Thediecks Tätigkeit ab 1949
- Stefan Creuzberger: Kampf für die Einheit. Das gesamtdeutsche Ministerium und die politische Kultur des Kalten Krieges 1949 – 1969 (Schriften des Bundesarchivs 69), Droste; Düsseldorf, 2008; ISBN 978-3-7700-1625-9 (dazu: Rezension bei Sehepunkte) (das 604-seitige Buch enthält drei Abschnitte, die Thediecks Namen im Titel führen, und zahlreiche weitere Stellen zu ihm).
- Walter Henkels, Franz Thedieck, in: ders., 99 Bonner Köpfe, Econ: Düsseldorf/Wien, 1963, 107 - 109.
- Erich Kosthorst, Jakob Kaiser. Bundesminister für gesamtdeutsche Fragen 1949-1957, Kohlhammer: Stuttgart / Berlin / Köln / Mainz, 1976 (ISBN 3-17-210031-6) (darin laut Personenregister: zwölf – zum Teil mehrseitige – Stellen zu Thedieck).
- Klaus Körner: Herbert Wehner und Franz Thedieck. Die Bonner Debatte über die Abwehr der Westpropaganda der SED 1949–1953. In: Heiner Timmermann: Das war die DDR. Münster 2004. ISBN 3-8258-8167-9 (S. 238–248).